# Список дипломатичних місій у Румунії

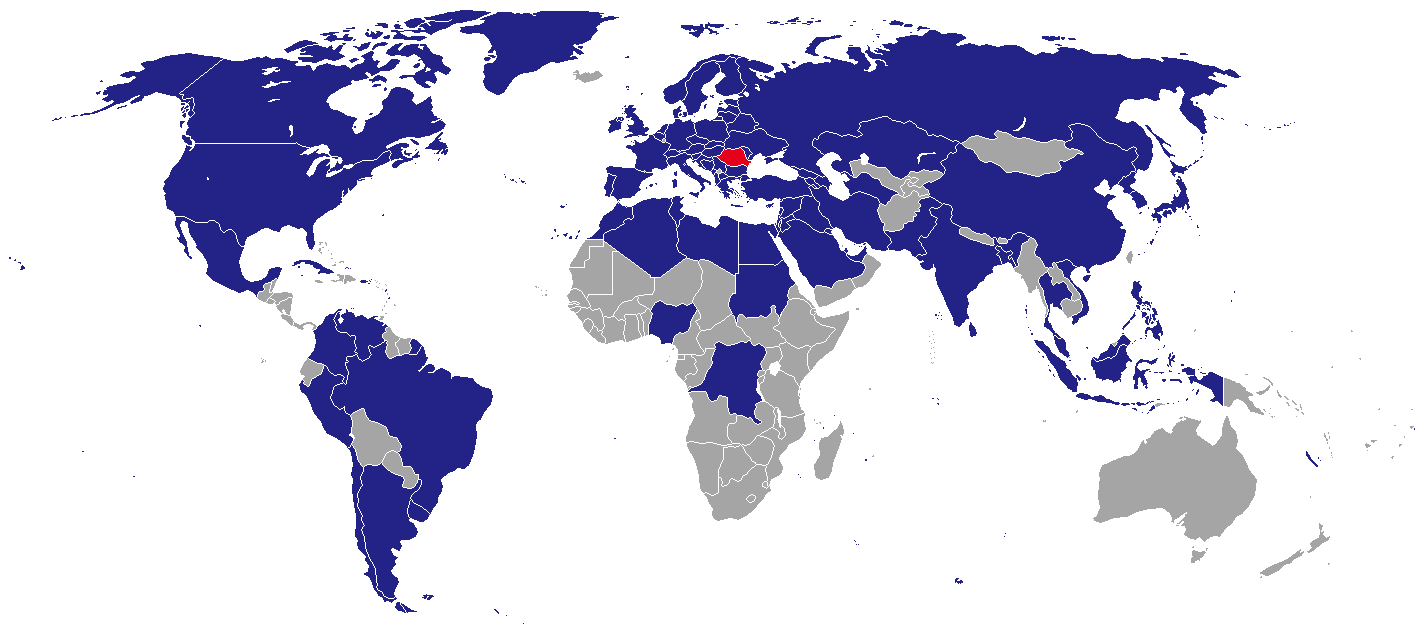
Країни, які мають посольство в Румунії

Нижче представлено список дипломатичних місій в Румунії. Наразі в столиці Румунії Бухаресті діють 83 посольства. Багато інших держав мають акредитованих послів в столицях інших держав, в основному у Берліні, Відні та Римі. Також в Румунії є 8 консульств.

## Посольства

### Європа
- Австрія
- Азербайджан
- Албанія
- Бельгія
- Білорусь
- Болгарія
- Боснія і Герцеговина
- Ватикан
- Велика Британія
- Вірменія
- Греція
- Грузія
- Данія
- Естонія
- Ірландія
- Іспанія
- Італія
- Кіпр
- Литва
- Мальтійський орден
- Молдова
- Нідерланди
- Німеччина
- Норвегія
- Польща
- Португалія
- Північна Македонія
- Росія
- Сербія
- Словаччина
- Словенія
- Туреччина
- Угорщина
- Україна
- Фінляндія
- Франція
- Хорватія
- Чехія
- Чорногорія
- Швейцарія
- Швеція

### Азія
- В'єтнам
- Ізраїль
- Індія
- Індонезія
- Ірак
- Іран
- Йорданія
- Казахстан
- Катар
- КНР
- Кувейт
- Ліван
- Малайзія
- ОАЕ
- Пакистан
- Палестина
- Південна Корея
- Північна Корея
- Саудівська Аравія
- Сирія
- Таїланд
- Туркменістан
- Японія

### Америка
- Аргентина
- Бразилія
- Венесуела
- Канада
- Куба
- Мексика
- Перу
- США
- Уругвай
- Чилі

### Африка
- Алжир
- ДР Конго
- Єгипет
- Лівія
- Марокко
- Нігерія
- ПАР
- Судан
- Туніс

## Акредитовані посли

### Берлін
- Бангладеш
- Бенін
- Болівія
- Кенія
- Мавританія
- Нігер
- Руанда
- Сенегал
- Танзанія
- Ямайка

### Рим
- Гондурас
- Домініканська Республіка
- Замбія
- Лесото
- Монако
- М'янма
- Оман
- Парагвай

### Відень
- Андорра
- Гватемала
- Кот-д'Івуар
- Лаос
- Намібія
- Сальвадор

### Інші міста
- Австралія - Афіни
- Ангола - Белград
- Афганістан - Варшава
- Ботсвана - Лондон
- Бурунді - Москва
- Габон - Москва
- Гамбія - Париж
- Гана - Прага
- Гаяна - Лондон
- Гвінея - Белград
- Еквадор - Будапешт
- Еритрея - Москва
- Ефіопія - Женева
- Ісландія - Копенгаген
- Камбоджа - Москва
- Колумбія - Варшава
- Коста-Рика - Брюссель
- Латвія - Варшава
- Люксембург - Афіни
- Мальта - Валлетта
- Монголія - Софія
- Нова Зеландія - Брюссель
- Панама - Афіни
- Сан-Марино - Саг-Марино
- Есватіні - Лондон
- Філіппіни - Будапешт
- Шрі-Ланка - Варшава

## Генеральні консульства
- Молдова - Ясси
- Німеччина - Сібіу (консульство)
- Німеччина - Тімішоара
- Росія - Констанца
- Сербія - Тімішоара
- Туреччина - Констанца
- Угорщина - Клуж-Напока
- Угорщина - М'єркуря-Чук

## Галерея

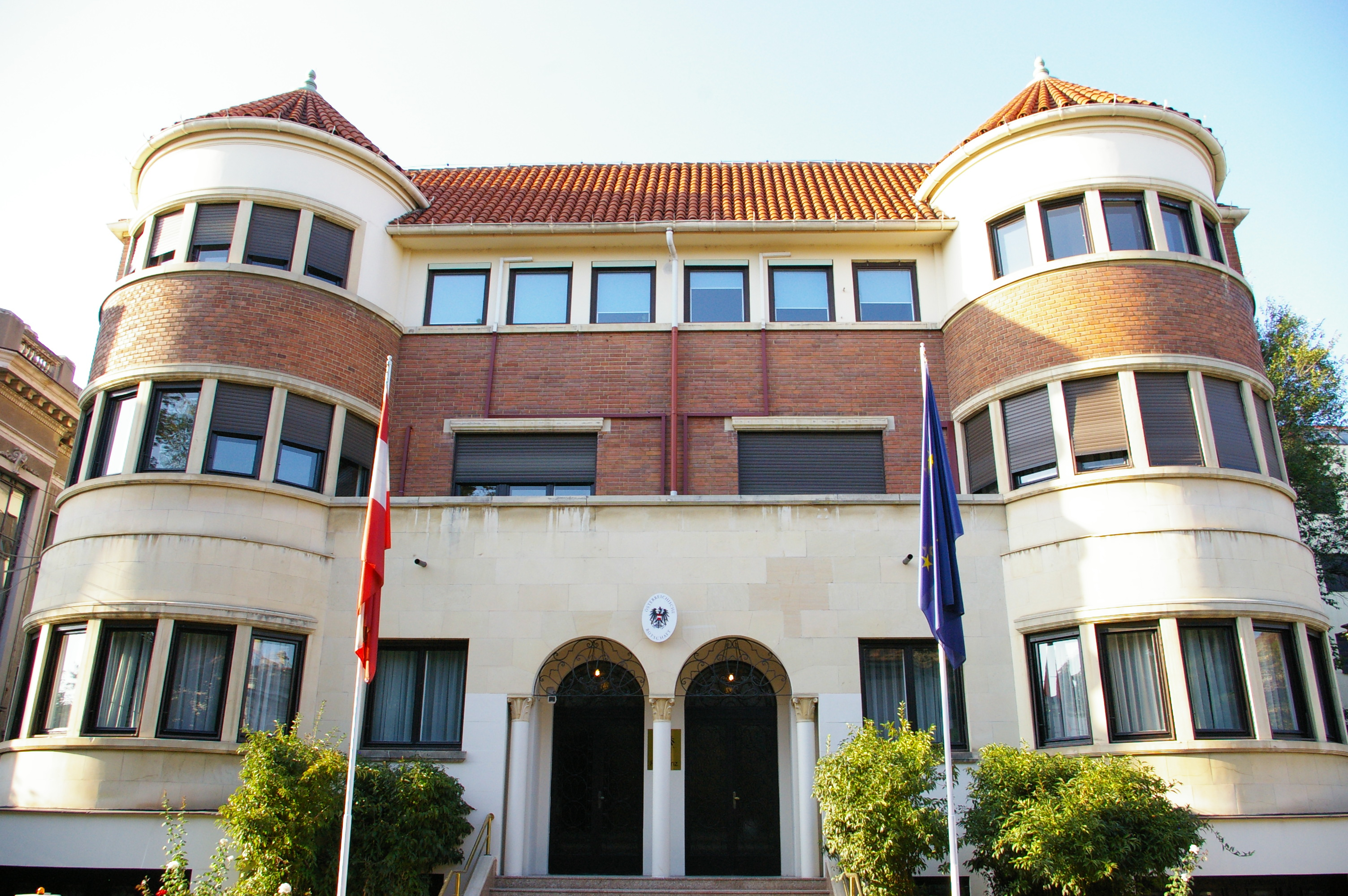
Посольство Австрії
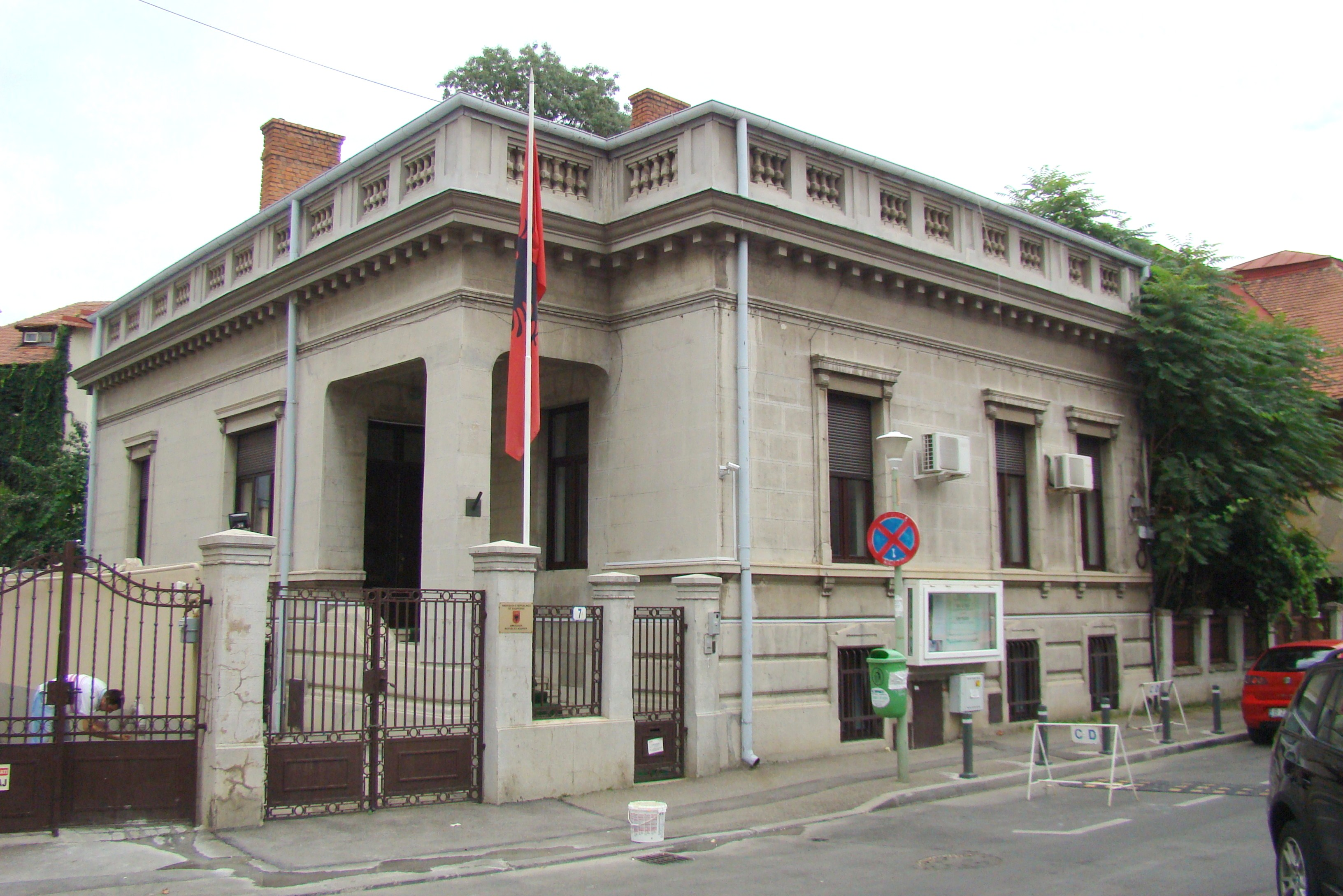
Посольство Албанії
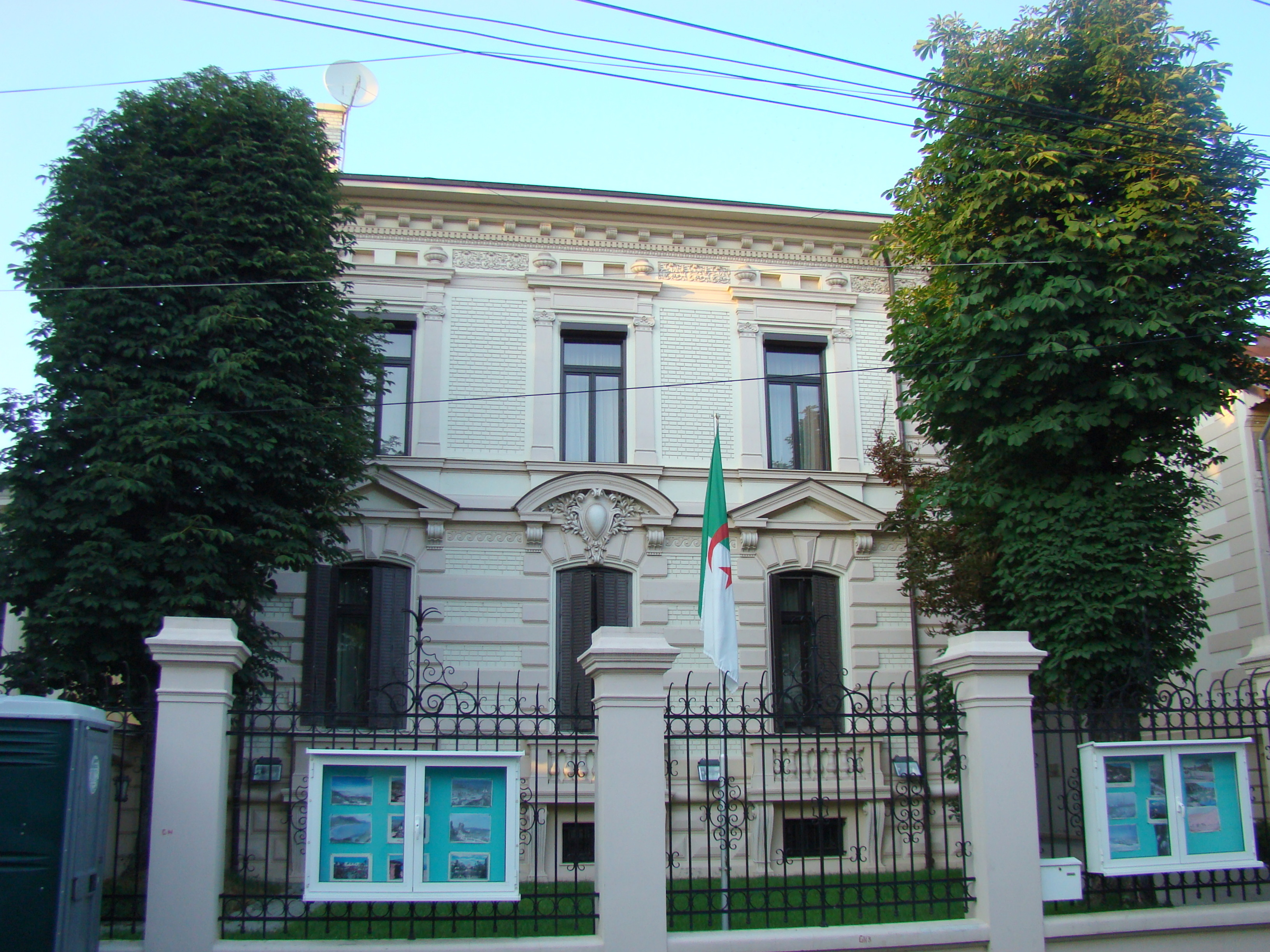
Посольство Алжиру
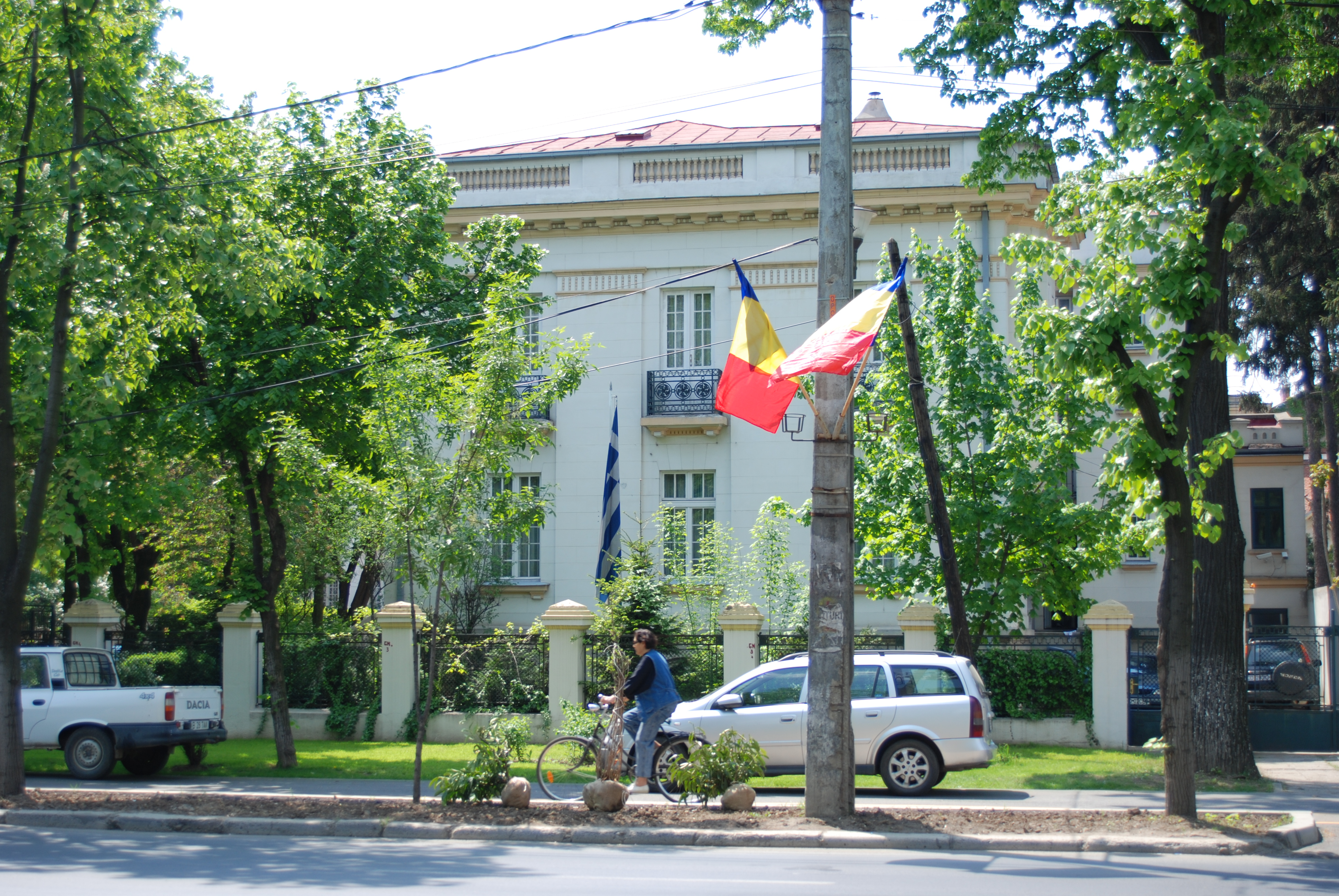
Посольство Греції
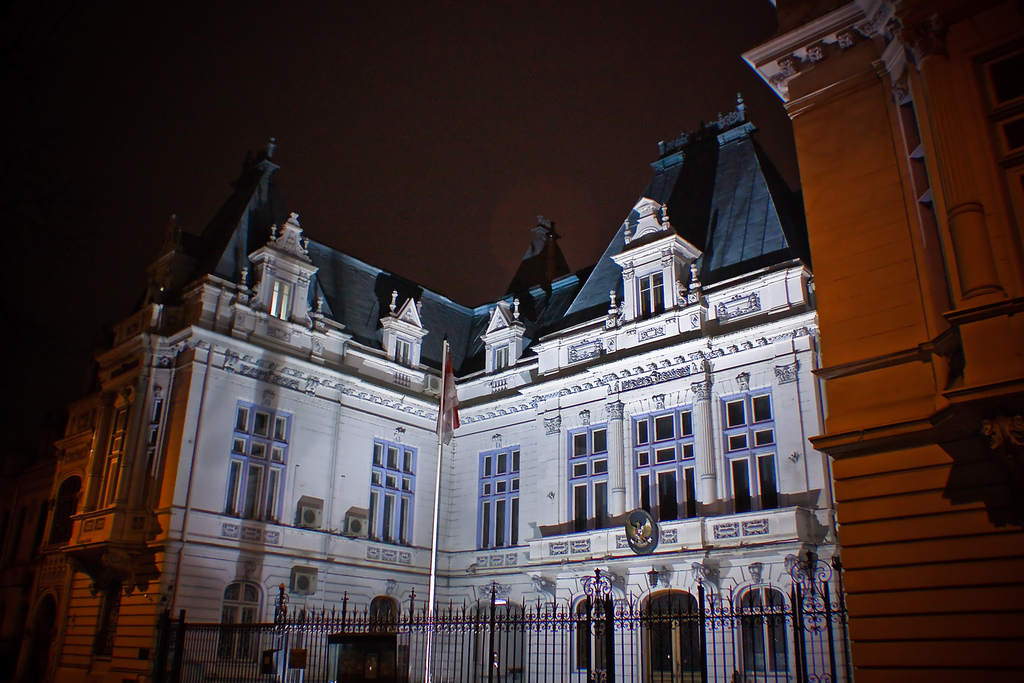
Посольство Індонезії
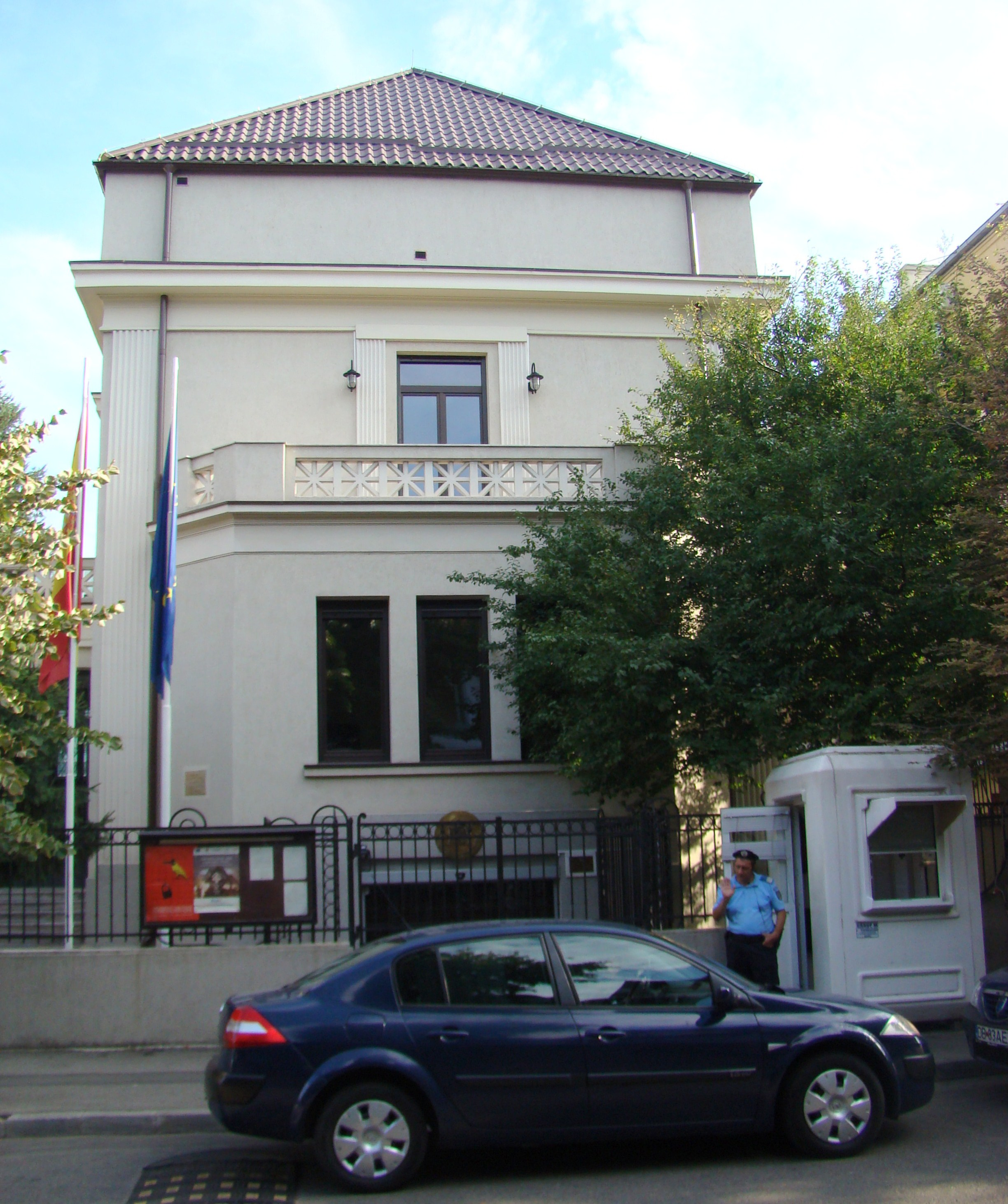
Посольство Іспанії
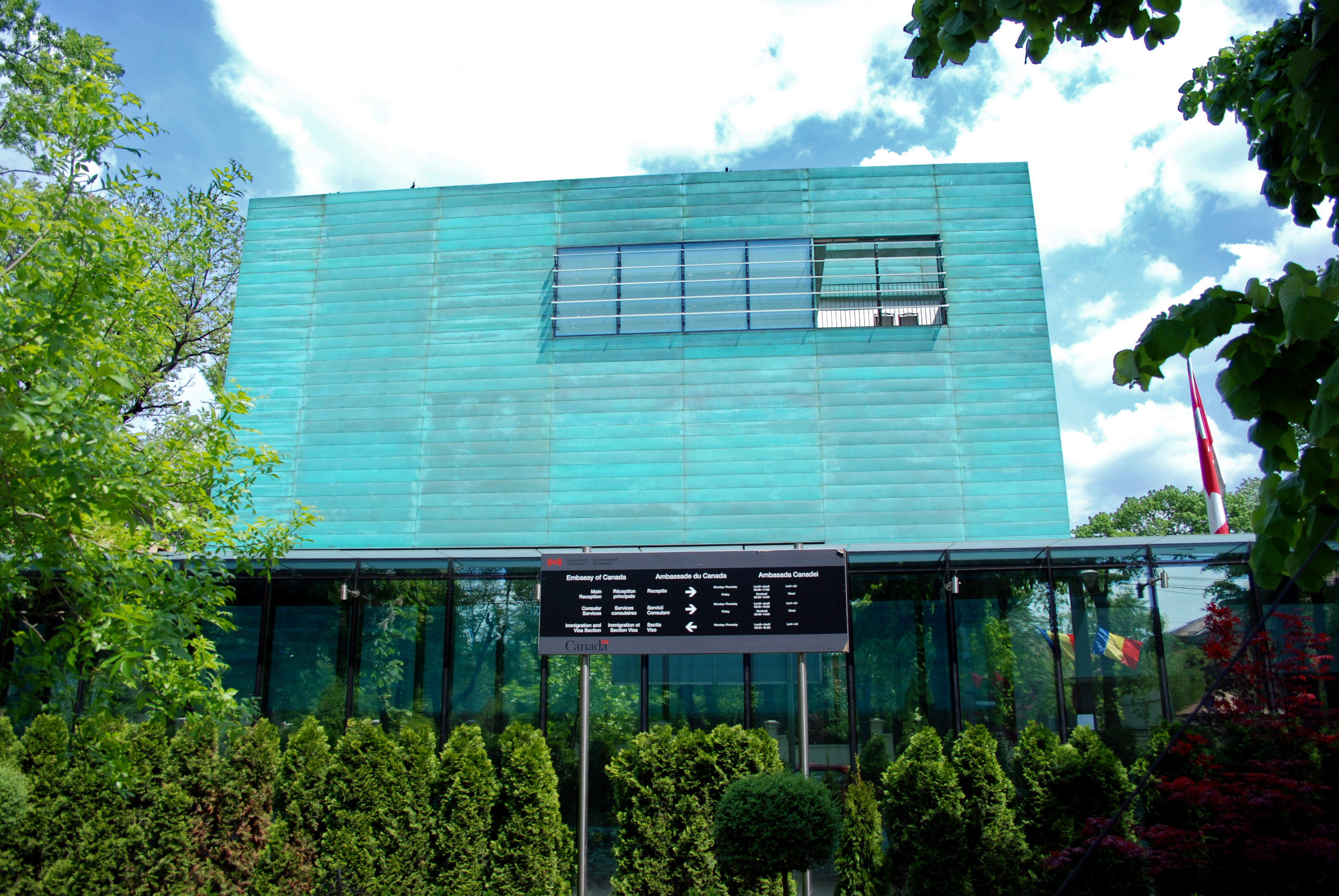
Посольство Канади
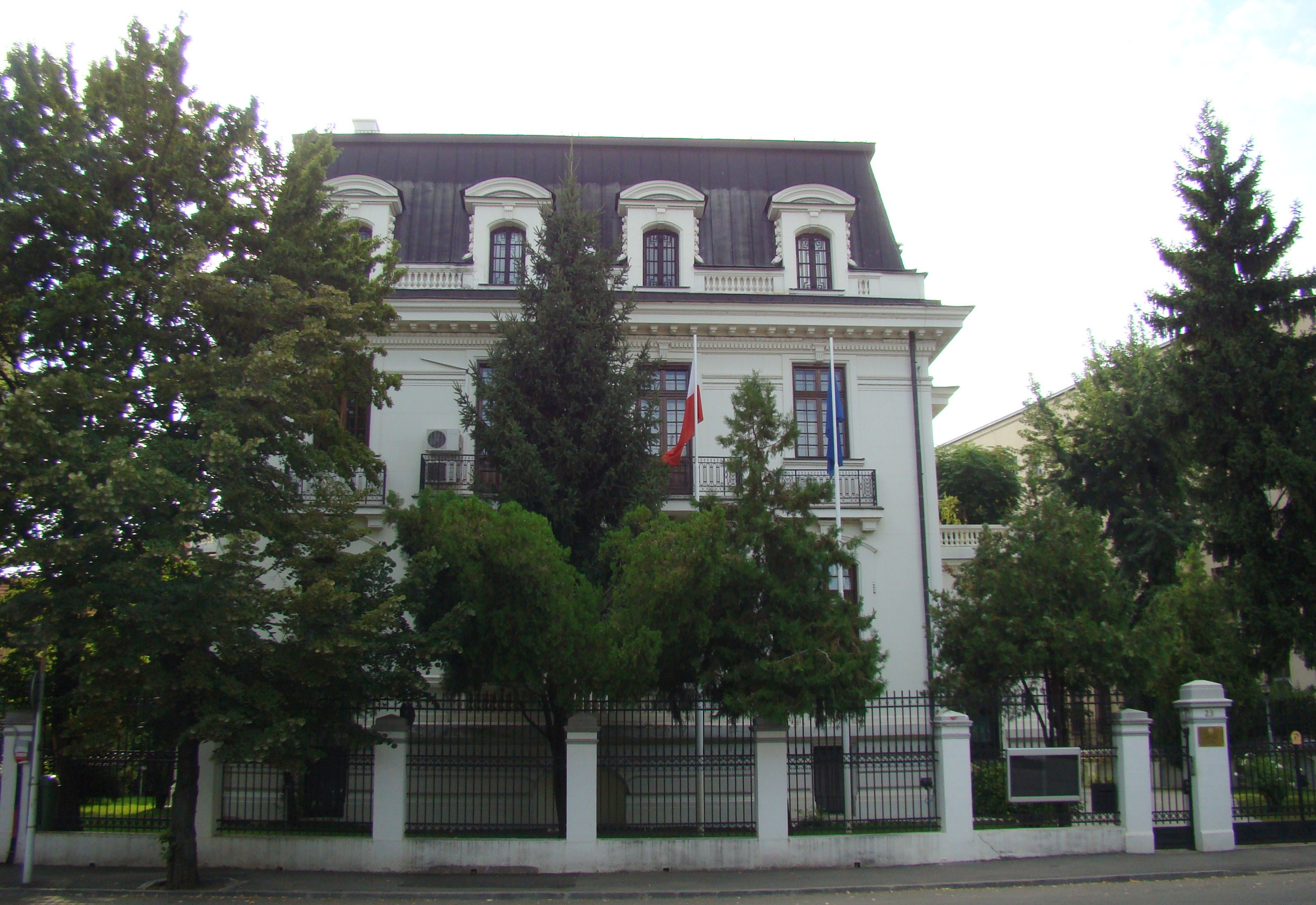
Посольство Польщі
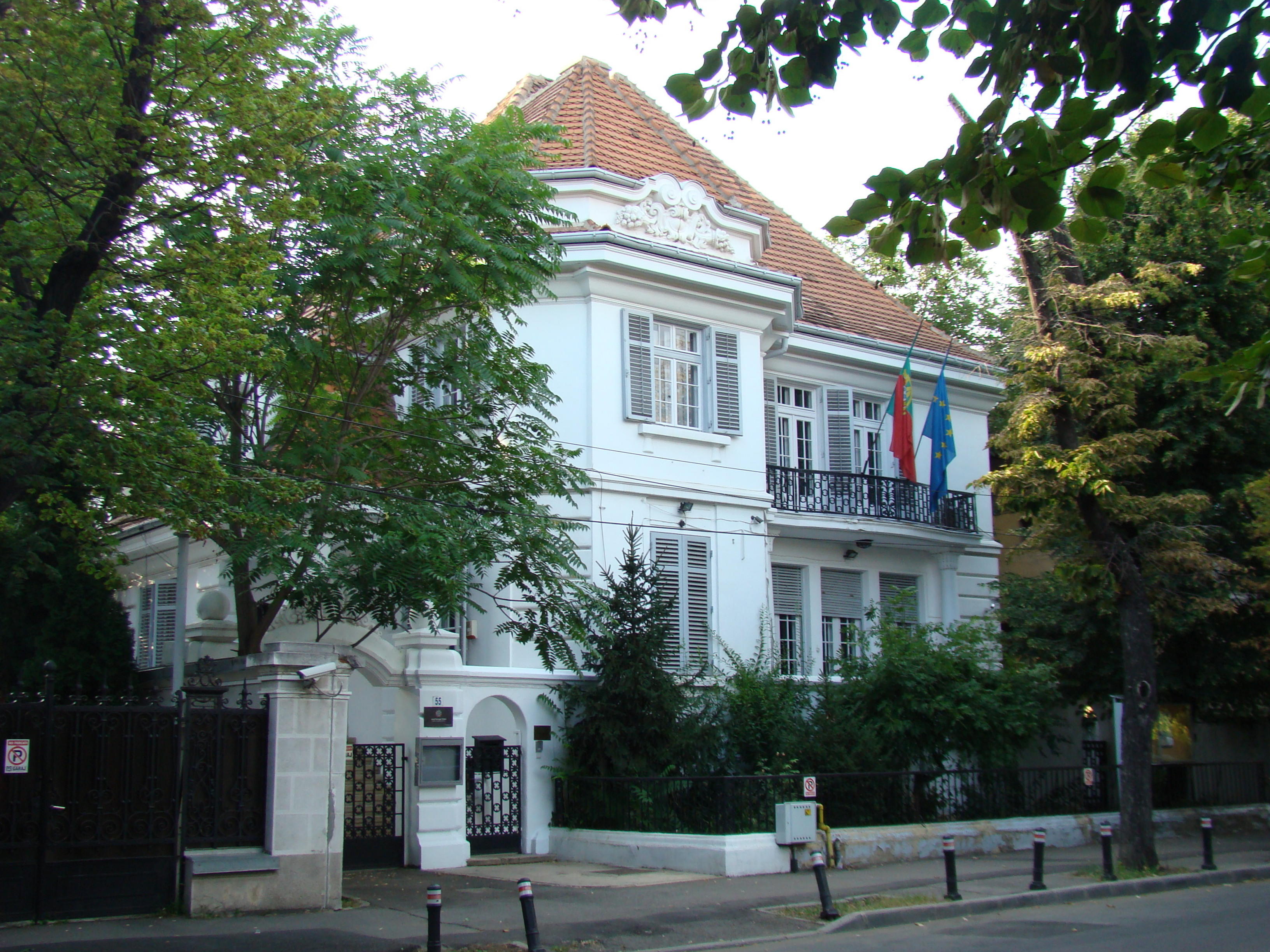
Посольство Португалії
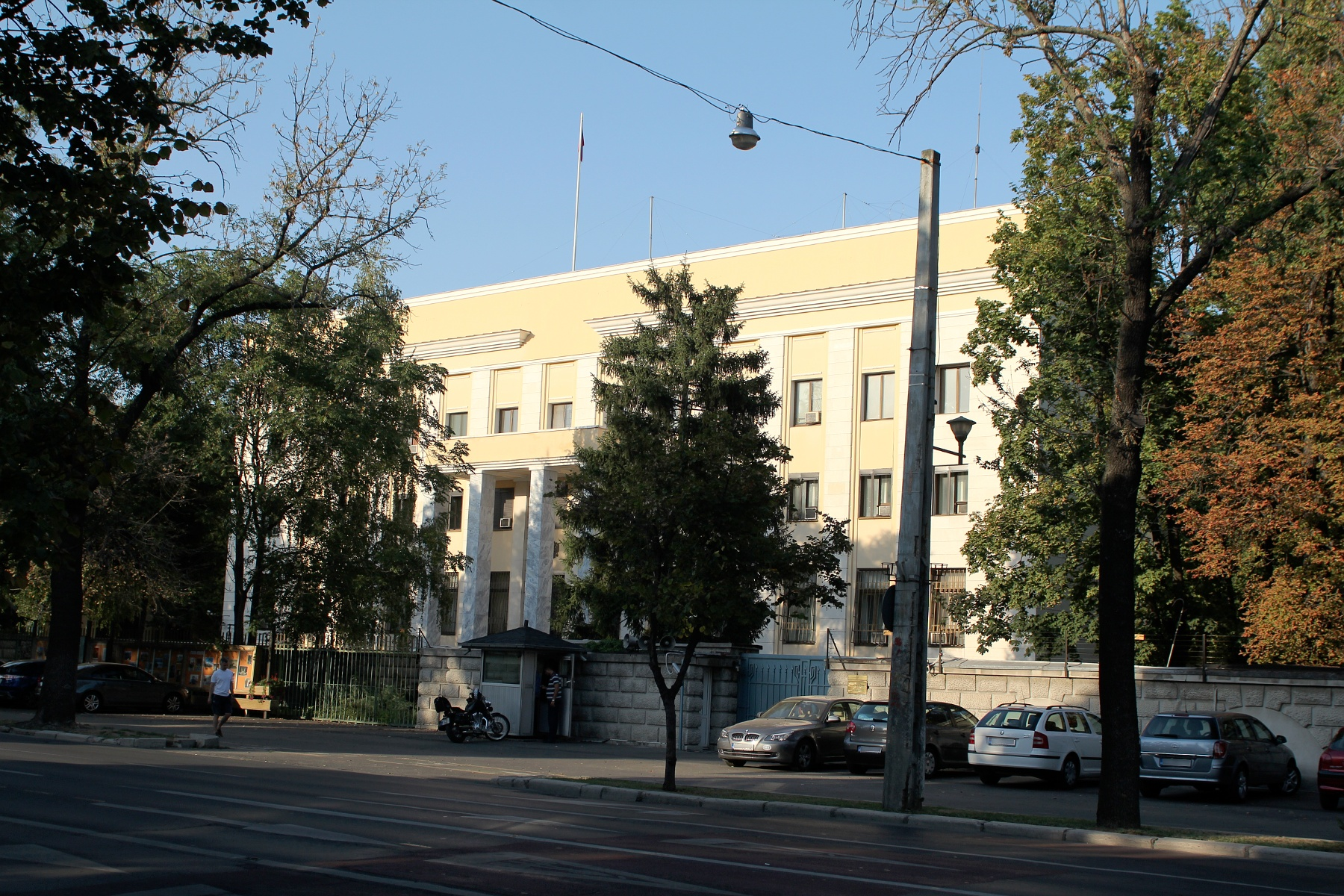
Посольство Росії
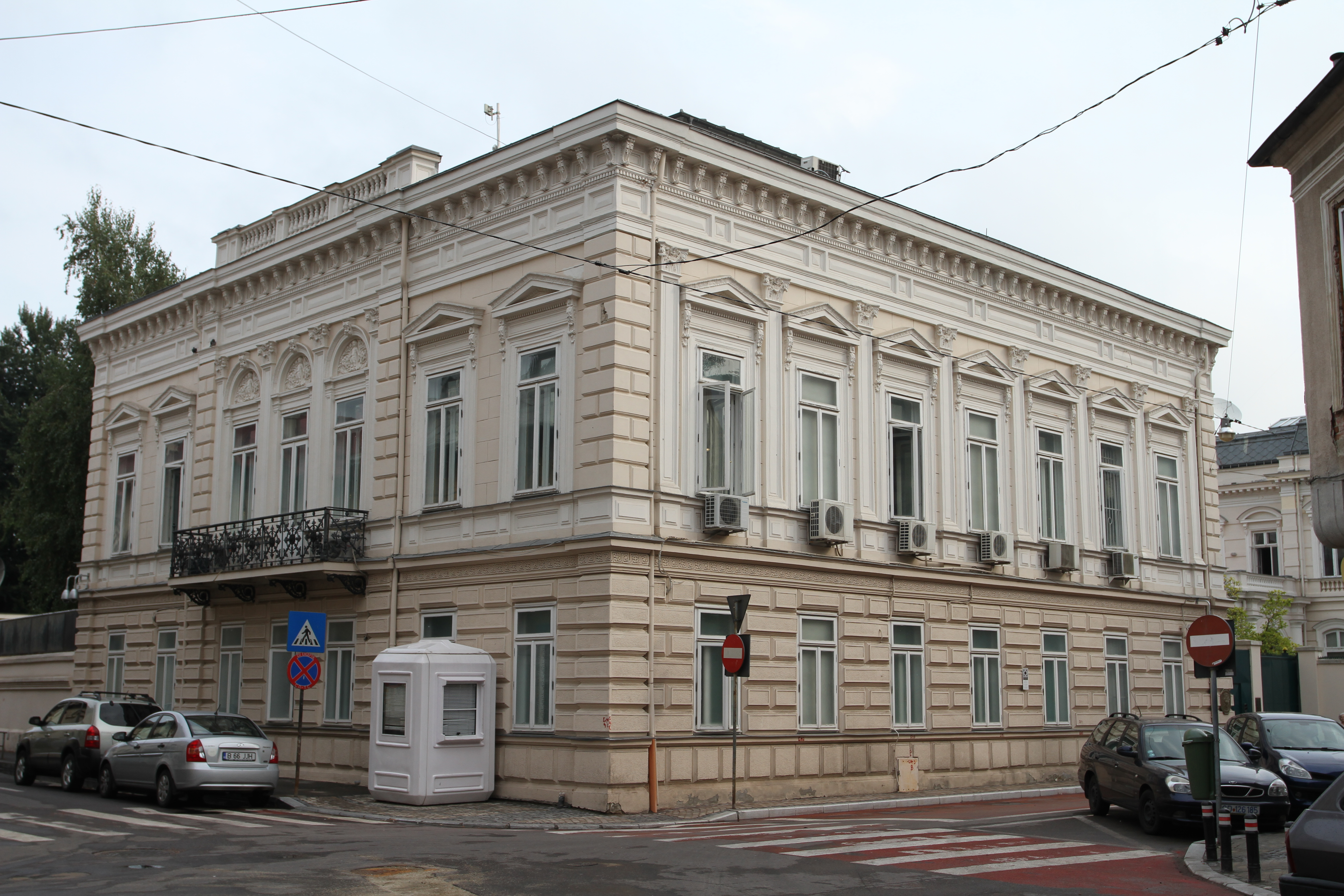
Посольство Франції